# África (1746)
El África fue un navío de línea de dos cubiertas y 70 cañones, líder de su clase homónima y botado para la Armada española en 1746. Inicialmente se nombró como Nuevo África y, como todos los navíos de nombre no religioso, se puso bajo la advocación de un santo, en este caso San Francisco de Asís.

## Construcción
El barco fue encargado desde La Habana, donde se colocó la quilla el 8 de agosto de 1745 y aún se encontraba en astillero el 9 de julio de 1746, primer día de reinado de Fernando VI. El barco fue botado el 17 de agosto de 1746 y puesto en servicio el 20 de agosto de 1747. El sistema de construcción seguido fue el de Antonio de Gaztañeta e Iturribalzaga, con las mejoras introducidas por Cipriano Autrán.

## Historial
Ya en 1746, incluso antes de su asignación a la Armada española, había realizado una comisión al Río de la Plata, bajo el mando del capitán de fragata Agustín Rodríguez Valcárcel. En 1747, el barco estaba capitaneado por Juan Antonio de la Colina y Racines cuando realizó una expedición a Bahía Honda y sus alrededores. Además, el barco protegió convoyes con el Conquistador en las rutas hacia La Habana, Veracruz y Cartagena de Indias. El 14 de agosto de 1748 regresó a La Habana con la flota de Andrés Reggio, que incluía a los navíos Invencible, Conquistador, Real Familia, Nueva España y Dragón, junto con la fragata corsaria Galga, buscando sin éxito la flota del almirante Charles Knowles de la Royal Navy británica.
El 11 de septiembre de 1748, la tripulación del barco capturó el barco mercante británico Maria. El 2 de octubre, el barco partió de La Habana con la flota de Andrés Reggio en busca de la flota de Knowles, que se dirigía a las Bahamas. Resultó con graves daños el 12 de octubre en la Batalla de La Habana, sufriendo la pérdida de 28 tripulantes y alrededor de 100 heridos. El 15 de octubre el barco, totalmente desarbolado, fue incendiado para evitar que fuera capturado, no pudiendo los británicos obtener de él botín de guerra alguno, solo tres días antes de la firma final del tratado de paz que puso fin a la Guerra del Asiento, aunque la paz por separado entre España y el Reino Unido se había ajustado el 20 de abril de 1748 y ratificado el 7 de octubre, sin que Andrés Reggio supiera de la noticia, lo que le valió ser procesado en un consejo de guerra del que salió absuelto.